# Cerkiew św. Mikołaja Cudotwórcy w Kromach
Cerkiew św. Mikołaja Cudotwórcy – cerkiew w Kromach, należąca do eparchii orłowskiej Rosyjskiego Kościoła Prawosławnego, siedziba parafii św. Mikołaja Cudotwórcy.
Budowę cerkwi zakończono 9 czerwca 1838 roku, świątynię konsekrowano 29 czerwca 1856.